# Петър Трайков
Петър (Пецо) Трайков Гировски е български офицер, революционер, преспански околийски войвода на Вътрешната македонска революционна организация. Използва псевдонимите Искра, Искров П. и Праведников.

## Биография
Трайков е роден на 2 юни 1896 година във Върбени, Леринско, Османската империя, днес Итеа, в Гърция. Брат е на Георги Трайков. Според други сведения е роден в Арменово, а след смъртта на баща му, майка му се омъжва повторно във Върбени и получава фамилията Гировска. Там се ражда брат му Георги. 
Учи в българската гимназия в Битоля.
След Междусъюзническата война в 1913 година емигрира в България и завършва Българската военна академия. През Първата световна война Трайков е офицер от българската армия. След войната става член на ВМРО и действа в Леринско, като е четник на Илия Которкин. В периода 1920 – 1923 година е помощник войвода и войвода в Преспанско. В 1924 Петър Трайков завежда Мелнишката околия, а в 1925 – 1926 година е войвода в Леринско. Извършва атентант в Лерин, след който започва Леринската афера. Заедно с Георги Попхристов и Петър Шанданов ръководи Битолския революционен окръг. Осъден е на смърт задочно в Гърция. Прехвърля се в Албания, където в 1927 година попада в затвора. Откритото от югославските власти негово дневниче предизвиква и Ресенската афера. В 1928 година стига до България. 
Секретар е на Леринското братство в София.
След разкола във ВМРО след убийството на Александър Протогеров в 1928 година е на страната на протогеровистите, член е на техния Централен комитет и заедно с Шанданов води борбата срещу Иван Михайлов. Двамата постепенно се сближават с комунистите. Впоследствие Трайков преминава към ВМРО (обединена). Подпомага БКП в нелегалната ѝ дейност. През 1935 година е интерниран в лагер от режима на деветнадесетомайците.
Впоследствие на 07.02.1939 год. Трайков е освободен от изолационния лагер в Долна баня.
След началото на Втората световна война през 1940 година установява контакти с английското разузнаване и е следен. След началото на операцията на силите на Оста срещу Гърция и Югославия е арестуван и интерниран в лагер (1941). Впоследствие е осъден на доживотен затвор по Закона за защита на държавата като укривател и помагач на Емил Марков.
През септември 1944 година е освободен от затвора и подписва в София „Апела към македонците в България“. Същата година става командир на бригада „Гоце Делчев“ и участва в операциите срещу германците. Получава чин полковник. От 7 октомври 1944 година е командир на новосъздадения Брегалнишко-Струмишки корпус. На 27 декември е избран за член на АСНОМ и участва във второто му заседание.
В началото на 1946 година Трайков участва като един от главните прокурорски свидетели в съдебния процес в Скопие срещу Йордан Чкатров. След разрива между Тито и Сталин през 1948 година се връща в България.
Трайков е автор на книгата „Национализмът на скопските ръководители“, издадена в 1949 година в София, в която критикува бруталната дебългаризация във Вардарска Македония.
Умира на 13 януари 1964 година в София.